# Treći čovek
Treći čovek (engl. The Third Man) je britansko-američki film noar iz 1949. godine, u režiji Kerola Rida, prema scenariju koji je napisao Grejam Grin, u kome glavne uloge tumače Džozef Koten, Alida Vali, Orson Vels i Trevor Hauard. Film je smešten u Beču posle Drugog svetskog rata i prati Amerikanca Holija Martinsa (Koten) koji stiže u grad da prihvati posao sa svojim prijateljem Harijem Lajmom (Vels), samo da bi otkrio da je Lajm umro. Martins odlučuje da ostane u Beču i istraži njegovu sumnjivu smrt.
Atmosferična upotreba crno-bele ekspresionističke kinematografije Roberta Kraskera, oštro osvetljenje i suptilna tehnika kamere „iskošenog kadra” glavne su karakteristike Trećeg čoveka, u kombinaciji sa kultnom muzikom Antona Karasa, bombardovanim lokacijama i hvaljenim izvedbama glumačke ekipe. Stil evocira atmosferu iscrpljenog, ciničnog, posleratnog Beča na početku Hladnog rata.
Grin je napisao novelu kao pripremu za scenario. Karasova naslovna kompozicija „The Third Man Theme” zauzela je prvo mesto na međunarodnim muzičkim listama 1950. godine, donevši međunarodnu slavu ranije nepoznatom izvođaču. Treći čovek se smatra jednim od najboljih filmova svih vremena, a posebno je hvaljen zbog glume, muzike i atmosferične kinematografije.
Britanski filmski institut je 1999. godine proglasio Trećeg čoveka za najbolji britanski film svih vremena. Godine 2011, anketa koju je sproveo Time Out svrstala ga je kao drugi najbolji britanski film ikada.

## Radnja
Holi Martins, američki autor petparačkih romana, stiže u Beč posle Drugog svetskog rata tražeći svog prijatelja iz detinjstva Harija Lajma, koji mu je ponudio posao. Međutim, Martinsu je rečeno da je Lajma udario automobil dok je prelazio ulicu i da je preminuo. Na Lajmovoj sahrani, Martins upoznaje dvojicu britanskih vojnih policajaca: narednika Pejna, obožavatelja Martinsovih knjiga, i majora Kaloveja. Nakon toga, gospodin Krabin je zamolio Martinsa da nekoliko dana kasnije održi predavanje u jednom književnom klubu. Zatim upoznaje Lajmovog prijatelja, „barona” Kurca, koji kaže Martinsu da su on i još jedan prijatelj, Rumun po imenu Popesku, odneli Lajma na trotoar nakon nesreće. Pre nego što je umro, Lajm ih je zamolio da se brinu o Martinsu, kao i o Lajmovoj devojci, glumici Ani Šmit.
Dok Martins i Ana ispituju Lajmovu smrt, shvataju da se izveštaji razlikuju po tome da li je Lajm mogao išta da kaže pre svoje smrti, kao i po tome da li su njegovo telo odnela dva ili tri čoveka. Portir u Lajmovom stanu im kaže da je video trećeg čoveka kako pomaže u odnošenju tela. Kasnije, portir nudi Martinsu da da više informacija, ali on biva ubijen pre nego što Martins može da razgovara sa njim. Martins se suprotstavlja majoru Kaloveju i zahteva da se istraži Lajmova smrt. Kalovej otkriva da je Lajm uz pomoć bolničara krao penicilin iz vojnih bolnica, razređivao ga, a zatim ga prodavao na crnom tržištu, time ugrožavajući živote brojnih odraslih i dece. Martins, ubeđen čvrstim dokazima, pristaje da odustane od istrage i ode.
Te večeri Martins posećuje Anu u koju se zaljubio. Napolju, jedan čovek prelazi ulicu prema njenim ulaznim vratima, ali se udaljava nakon što je ugledao Martinsa na prozoru. Nakon odlaska, Martins šeta ulicama, sve dok ne primeti Aninu mačku i shvati da neko gleda sa zamračenih vrata. U trenutnom bljesku svetlosti, Martin vidi da je čovek Hari Lajm. Martins ga doziva, ali Lajm beži i nestaje. Martins poziva Kaloveja, koji shvata da je Lajm pobegao kroz opsežnu kanalizaciju. Britanska policija ekshumira Lajmov kovčeg i u njemu otkriva telo nestalog bolničara koji je ukrao penicilin za Lajma. Ani, koja je Čehinja, preti deportacija u sovjetski sektor, a Kalovej je ponovo ispituje.
Martins se sastaje sa Lajmom i oni razgovaraju u Bečkom velikom točku. Lajm indirektno preti Martinsu pre nego što ode. Kalovej tada traži od Martinsa da pomogne u hapšenju Lajma. Martins pristaje da pomogne pod jednim uslovom, zahtevajući da Ana bezbedno otputuje iz Beča. Ana se sprema da krene vozom kada ugleda Martinsa, koji je došao da je vidi kako odlazi. Ona ga prisiljava da otkrije plan, ali ne želi da bude deo njega. Ogorčen, Martins odlučuje da napusti Beč, ali na putu do aerodroma, Kalovej se zaustavlja kod bolnice da pokaže Martinsu decu koja su osakaćena ili umiru od meningitisa, koja su lečena Lajmovim razblaženim penicilinom. Martins ponovo pristaje da pomogne policiji.
Lajm dolazi u mali kafić da se nađe sa Martinsom, ali Ana uspeva da ga upozori da se policija približava. On ponovo pokušava da pobegne kroz kanalizacione tunele, ali policija je spremna i progoni ga ispod zemlje. Lajm puca i ubija narednika Pejna, ali Kalovej puca i teško rani Lajma. Povređen, Lajm se vuče uz stepenice do ulične rešetke; međutim, on ne može da je podigne. Martins pronalazi Lajma na rešetki i oni razmenjuju pogled. Čuju Kaloveja kako viče da Martins ne sme da rizikuje i da ako pronađe Lajma mora da ga ubije na licu mesta. Zarobljen, i dalje gledajući u svog starog prijatelja, Lajm blago klima glavom, a Martins puca u njega i ubija ga, koristeći Pejnov revolver.
Martins prisustvuje Lajmovoj drugoj sahrani, rizikujući da propusti let iz Beča. On čeka na stazi do groblja da bi razgovarao sa Anom, ali ona ga ignoriše, prolazeći pored, ne želeći ni da pogleda u njegovom pravcu.

## Uloge
| Glumac            | Uloga            |
| ----------------- | ---------------- |
| Džozef Koten      | Holi Martins     |
| Alida Vali        | Ana Šmit         |
| Orson Vels        | Hari Lajm        |
| Trevor Hauard     | major Kalovej    |
| Paul Herbiger     | portir Karl      |
| Ernst Dojč        | „baron” Kurc     |
| Erih Ponto        | dr Vinkel        |
| Zigfrid Brojer    | Popesku          |
| Hedvig Blajbtroj  | Anina stanodavka |
| Bernard Li        | narednik Pejn    |
| Vilfrid Hajd-Vajt | Krabin           |

## Prijem
Treći čovek vešto koristi autentične lokacije razorenog grada, fotografiju u stilu nemačkog ekspresionizma, nihilistički stav film noara i teskobu izazvanu počecima Hladnog rata. 
Film je doživeo ogroman uspeh kod kritike, ali i stvorio reputaciju klasika koja se održala do današnjih dana, kada se smatra jednim od najboljih filmova svih vremena. Reputaciji filma su značajno pomogli citati likova, ali i muzika Antona Karasa, čija je „Tema Harija Lajma” postala jedna od najprodavanijih singlova 1950-ih.

## Spoljašnje veze
- Treći čovek на веб-сајту  (језик: енглески)
- Treći čovek на веб-сајту  (језик: енглески)
- на веб-сајту  (језик: енглески)
- Treći čovek на веб-сајту  (језик: енглески)
- Third Man Private Collection (3mpc) Museum Dedicated to 'The Third Man'
- Bibliography
- The Third Man tour
- "The Lives of Harry Lime" Radio Series Архивирано на веб-сајту  (31. децембар 2017)
- The Third Man locations Архивирано на веб-сајту  (10. јануар 2014)
- BFI feature Архивирано на веб-сајту  (2. јун 2012) on Graham Greene's true-life models for the characters of Harry Lime and Holly Martins